# Дејвид Арчулета
Дејвид Џејмс Арчулета (енгл. David James Archuleta; Мари, 28. децембар 1990) амерички је поп певач. Међународну славу стекао је 2008. године када је освојио друго место у седмој сезони певачког такмичења American Idol.

## Биографија
Рођен је 28. децембра 1990. године у Марију. Мајка му је плесачица салсе, а отац џез музичар. По мајчиној страни је родом из Хондураса. Течно говори шпански језик. Када је имао шест година са породицом се преселио у Санди. Када је имао 21 годину, волонтирао је две године као пуновремени мисионар Цркве Исуса Христа светаца последњих дана и био је позван да служи у Ранкагви.
У јуну 2021. на твитеру је објавио: „Отворен сам према себи и својој блиској породици већ неколико година да нисам сигуран у сопствену сексуалност. Изашао сам из ормара 2014. и саопштио својој породици да сам геј. Али онда сам имао слична осећања за оба пола, тако да сам највероватније бисексуалац.” У интервјуу објављеном у новембру 2022. изјавио је да је квир. У мају 2023. изјавио је да се види као асексуалну особу.

## Дискографија
Студијски албуми
- (2008)
- (2009)
- (2010)
- (2012)
- (2012)
- (2017)
- (2018)
- (2020)